# Estación lluviosa

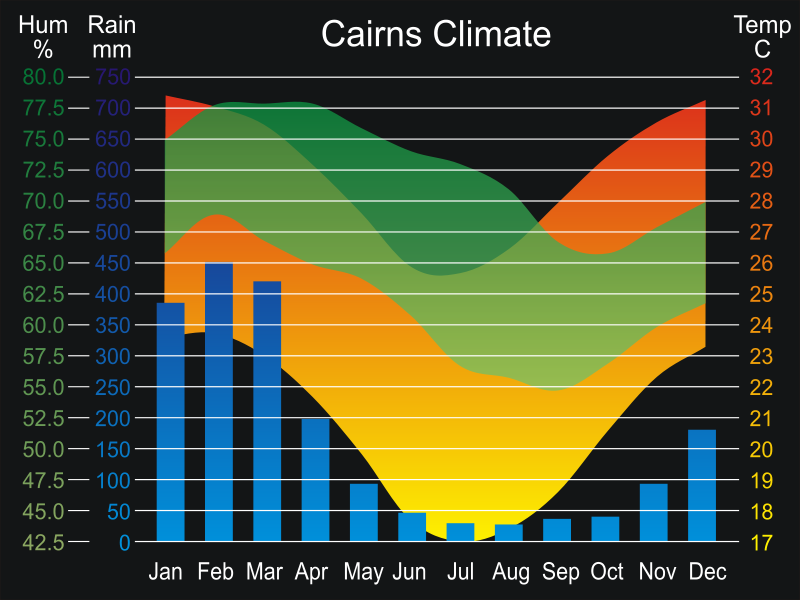
Distribución de la precipitación por mes en Cairns, Australia.

La estación lluviosa, también conocida como temporada de lluvias o estación de los monzones, es la época del año en la cual se produce la mayor parte de la precipitación media anual de una región. Por lo general, tiene una duración de uno o varios meses.  El término «estación verde» es a veces usado como un eufemismo por los empresarios de turismo.  Las áreas con estaciones lluviosas se encuentran dispersas a lo largo de los trópicos y subtrópicos principalmente en el Sureste y en el Oeste del Hemisferio norte.
Según la clasificación climática de Köppen, para climas tropicales, un mes de estación lluviosa se define como un mes en donde la precipitación promedio es de 60 mm o más. A diferencia de las zonas con climas de sabanas y monzones, el clima mediterráneo tiene inviernos húmedos y veranos secos. En cambio, las selvas tropicales no tienen estaciones secas o húmedas, ya que la precipitación se distribuye por igual durante todo el año.  Algunas zonas con estaciones de lluvias pronunciadas verán una rotura en la precipitación a mitad de temporada, cuando, a mediados de la estación cálida, la zona de convergencia intertropical o vaguada monzónica se mueve hacia el polo más cercano.
El tiempo tropical está dominado por el movimiento del cinturón de lluvias tropicales, que oscila del trópico norteño al sureño en el transcurso del año. El cinturón de lluvias tropicales se encuentra en el hemisferio sur, entre octubre y marzo. Y, durante este periodo, el trópico sureño experimenta una estación lluviosa, en donde la lluvia es lo común. Típicamente, la jornada arranca calurosa y soleada, con subida de humedad durante el día y culminando en copiosas tormentas y torrenciales lluvias al atardecer o anochecer. De abril a septiembre, el cinturón de lluvias pasa al hemisferio norte, y entonces este trópico norteño experimenta su estación lluviosa.
El cinturón de lluvias alcanza tan al norte como el trópico de Cáncer y tan al sur como el trópico de Capricornio. Cerca de estas latitudes, hay una estación lluviosa y otra seca, anualmente. En el ecuador, hay dos estaciones lluviosas y dos secas, ya que el cinturón de lluvias pasa allí dos veces al año, una al moverse al norte y otra al ir al sur. Entre los trópicos y el ecuador, las localidades pueden experimentar una corta estación lluviosa y otra larga estación lluviosa. La geografía local puede también modificar sustancialmente estos patrones climáticos.
Si la temporada de lluvias se produce durante la estación cálida, o verano, la precipitación cae principalmente durante la tarde y las primeras horas de la noche. La temporada de lluvias suele ser el momento en que se puede observar una mejora de la calidad del aire y agua dulce, así como un crecimiento notable de la vegetación, culminando en consechas de los cultivos a finales de esta temporada. La precipitación puede causar inundaciones, y algunos animales se ven obligados a retirarse a terrenos más altos. Aumenta la erosión y disminuyen los nutrientes del suelo. La incidencia de malaria aumenta en las zonas donde la temporada de lluvias coincide con temperaturas elevadas. Los animales tienen estrategias de adaptación y de supervivencia para el régimen más húmedo. A menudo, la estación seca anterior conduce a la escasez de alimentos durante la temporada de lluvias, ya que los nuevos cultivos aún tienen que madurar.

## Característica de las lluvias

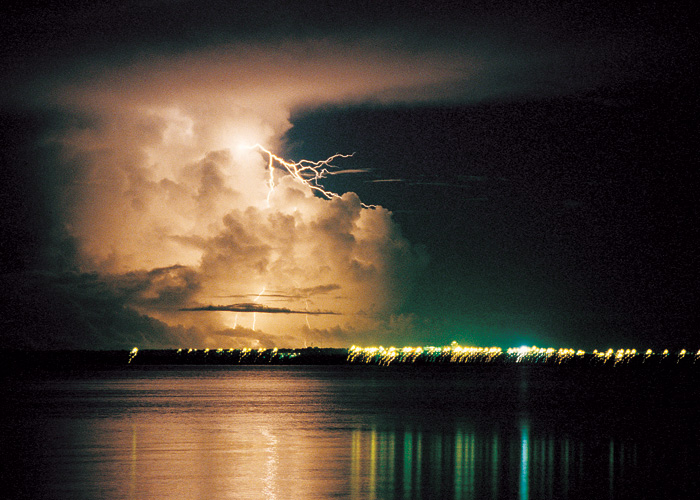
Tormenta nocturna durante la estación lluviosa en Darwin, Australia.

En las zonas donde la llegada de fuertes lluvias son asociadas con un cambio del viento, la temporada de lluvias se conoce como el monzón.  Dado que la precipitación durante la estación lluviosa se debe principalmente al calentamiento diurno que conduce a la actividad de tormentas diurnas dentro de una masa de aire húmeda preexistente, las precipitaciones se producen principalmente durante la tarde y las primeras horas de la noche dentro de los regímenes climáticos de la sabana y del monzón. Esto también explica que gran parte de la precipitación total diaria cae durante los primeros minutos del aguacero, antes de que las tormentas maduren en su etapa estratiforme. Aunque la mayoría de las regiones tiene una sola temporada de lluvias, las zonas en los trópicos pueden experimentar dos estaciones de lluvias dado que la vaguada monzónica, o zona de convergencia intertropical, puede pasar dos veces al año sobre las regiones situadas en los trópicos. Las selvas tropicales, en cambio, tienen un régimen de precipitación equitativo a lo largo del año, y por lo tanto no tienen una temporada de lluvias.
La situación es diferente para las regiones que cuentan con un régimen climático mediterráneo. En el oeste de Estados Unidos, durante la estación fría a partir de septiembre a mayo, los ciclones extratropicales del océano Pacífico se mueven hacia el interior en la región debido a la migración hacia el sur de la corriente en chorro durante la temporada de frío. Este cambio en la corriente en chorro trae gran parte de la precipitación anual a la región, y también trae la posibilidad de fuertes lluvias y fuertes sistemas de baja presión.

## Áreas afectadas
Las áreas con un clima de las sabanas en África Subsahariana, como Ghana, Burkina Faso, Darfur, Eritrea, Etiopía, y Botsuana tienen una temporada de lluvias distinta. Florida y el este de Texas también tienen una temporada de lluvias que se clasifíca como régimen climático de las sabanas.  Las regiones monzónicas incluyen el sureste de Asia (incluyendo Indonesia y Filipinas),  las secciones del norte de Australia del Norte, Polinesia, América Central, el oeste y sur de México, el desierto del suroeste de los Estados Unidos, el sur de Guyana, partes del noreste de Brasil.
El norte de Guyana experimenta dos estaciones lluviosas: una en la primavera y otra al comienzo del invierno. África occidental conoce dos estaciones de lluvia a lo largo de la franja sur, y una sola en la franja norte.  Dentro del régimen del clima mediterráneo, la costa oeste de los Estados Unidos y la costa de Italia, Grecia, y Turquía experimentan una temporada de lluvias en los meses del invierno.  Del mismo modo, la temporada de lluvias en el desierto de Negev de Israel se extiende de octubre a mayo.  El desierto de Sonora se encuentra en el límite entre el clima mediterráneo y monzónico y recibe las dos estaciones de lluvias asociadas a cada régimen climático. Venezuela se produce la temporada de lluvias a mediados de la primavera, dura todo el verano hasta mediados del otoño, áreas como barlovento se producen con régimen monzónico así como en el delta del río Orinoco.

## Efectos

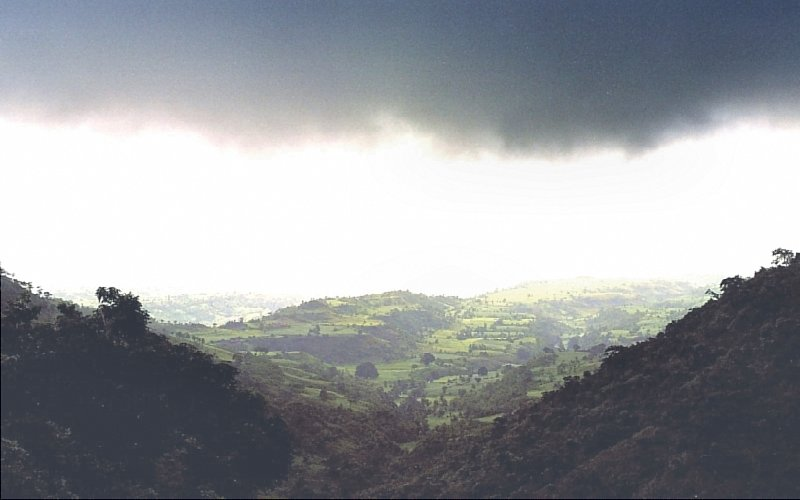
Monzón en la cordillera de Vindhya, India.

En las zonas tropicales, la llegada del monzón resulta en un descenso de las temperaturas altas en el día y un aumento de las temperaturas bajas durante la noche.  En algunas zonas, como Hong Kong, la estación lluviosa se caracteriza por fuertes lluvias y un viento oceánico que producen una mejora significativa de la calidad del aire.  En Brasil, la temporada de lluvias coincide con vientos alisios oceánicos más débiles.  Durante la temporada de lluvias el nivel del pH del agua se vuelve más equilibrada por la recarga de acuíferos locales.  El agua también se suaviza porque los materiales disueltos en el agua ocurren en menor concentración durante la temporada de lluvias. Los arroyos o ramblas, que suelen estar secos en otras épocas del año, se llenan de escorrentía y en algunos casos pueden llegar a tener una profundidad de hasta 3 metros.  La lixiviación del suelo durante los períodos de fuertes lluvias accelera el agotamiento de los nutrientes.  La escorrentía excesiva de las masas continentales tiene un impacto significativo en las áreas oceánicas cercanas, que son más estratificadas, o menos mixtas, debido a las fuertes corrientes superficiales producidas por el escurrimiento de lluvias torrenciales.

### Inundaciones
Las inundaciones se producen cuando la lluvia es excesiva, lo que puede conducir a deslizamientos de tierra y flujos de lodo en las zonas montañosas. Los ríos pueden desbordar e inundar las casas.  Las inundaciones pueden ser exacerbados por los efectos de los incendios forestales que se produjeron durante la estación seca anterior, ya que los suelos arenosos o compuestos de marga pueden volverse  hidrofóbicos o repelente de agua. Hay varias formas en que las organizaciones gubernamentales ayudan a sus residentes a lidiar con las inundaciones de la estación lluviosa. Se elaboran mapas de los terrenos inundables para identificar las zonas más propensas a las inundaciones.  Se llevan a cabo campañas para controlar la erosión, cuya divulgación se hace incluso por teléfono e internet.

## Adaptaciones

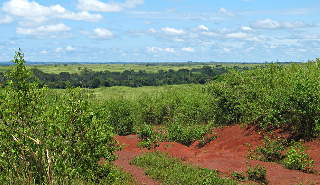
Sabana ecuatorial en la región oriental de Camerún.

### Seres humanos
La temporada de lluvias es el principal período de crecimiento de la vegetación en el régimen climático de las sabanas.  Sin embargo, esto también significa que la temporada de lluvias suele ser una época con escasez de alimentos hasta que los cultivos alcancen su plena madurez y pueden ser cosechadas. Esto provoca un cambio en el peso estacional de los habitantes de países en desarrollo, en el cual ocurre una caída de peso durante la temporada de lluvias hasta el momento de la primera cosecha, cuando el peso aumenta nuevamente.  La incidencia de malaria aumenta cuando la temporada de lluvias coincide con temperaturas elevadas.

### Animales
Las vacas paren a inicios de la temporada de lluvias.  El inicio de la temporada de lluvias también señala la partida de las mariposas monarcas de México.  Las especies de mariposas tropicales son más activas durante la estación lluviosa que en la estación seca, y tienen marcas esféricas más largas en sus alas para protegerse contra depredadores diurnos. En los trópicos y las zonas más cálidas de las regiones subtropicales, la estación lluviosa lleva a una disminución de la salinidad en los humedales costeros, y esto provoca un aumento de la anidación de los cocodrilos.  Otras especies, como el sapo de arroyo, desovan en los meses después de las lluvias estacionales. Los  armadillos y serpientes de cascabel buscan terrenos más elevados durante la temporada de lluvias.